# サント＝カトリーヌ (パ＝ド＝カレー県)
サント＝カトリーヌ （Sainte-Catherine）は、フランス、オー＝ド＝フランス地域圏、パ＝ド＝カレー県のコミューン。非公式であるが、サント＝カトリーヌ＝レ＝ザラス（Sainte-Catherine-lès-Arras）と呼ばれることもある。

## 人口統計
| 1962年 | 1968年 | 1975年 | 1982年 | 1990年 | 1999年 | 2007年 | 2012年 |
| ------ | ------ | ------ | ------ | ------ | ------ | ------ | ------ |
| 1629   | 2105   | 2438   | 3203   | 3132   | 3017   | 3355   | 3401   |

source=1999年までLdh/EHESS/Cassini、2004年以降INSEE

## 史跡

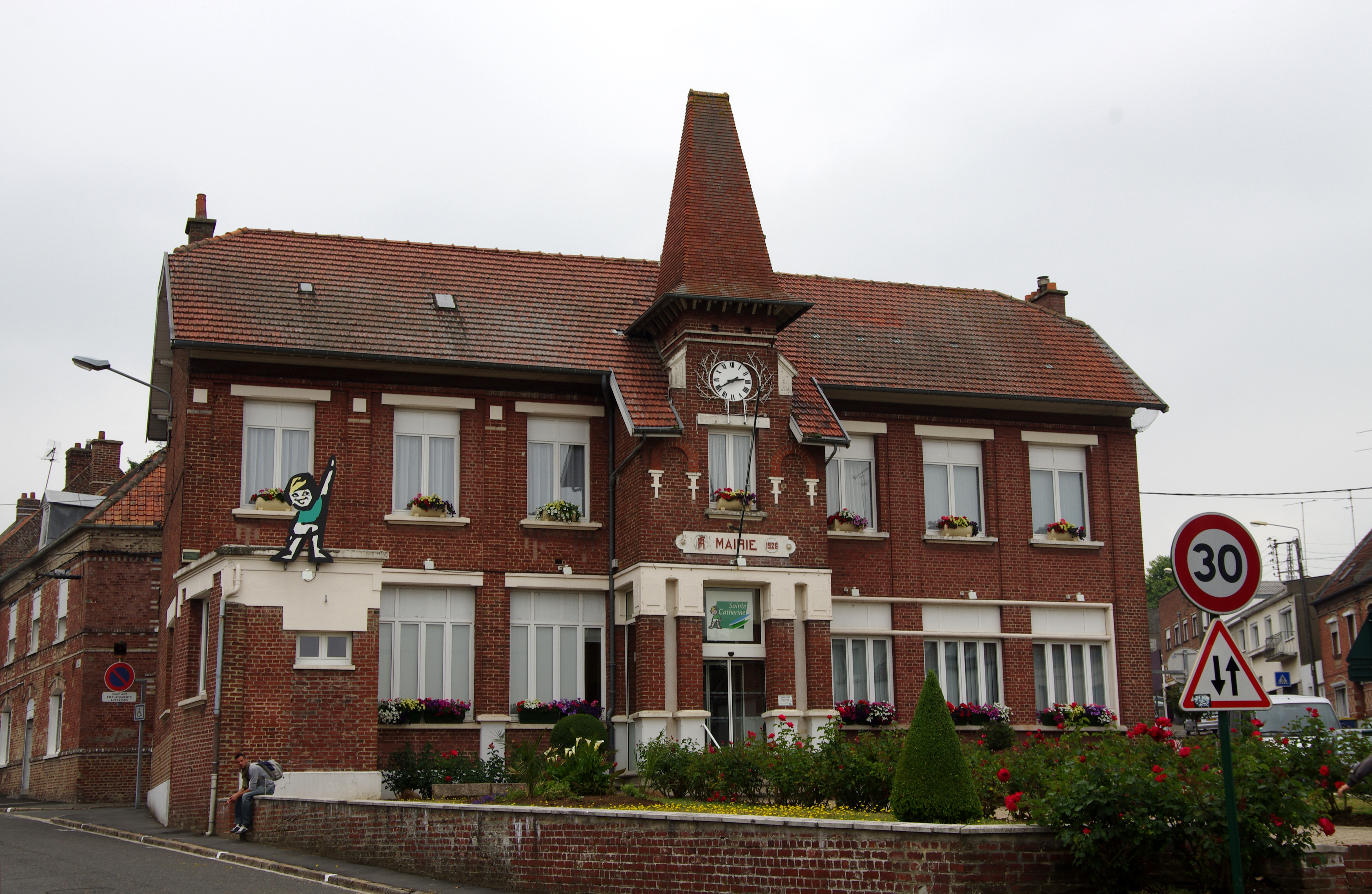
役場
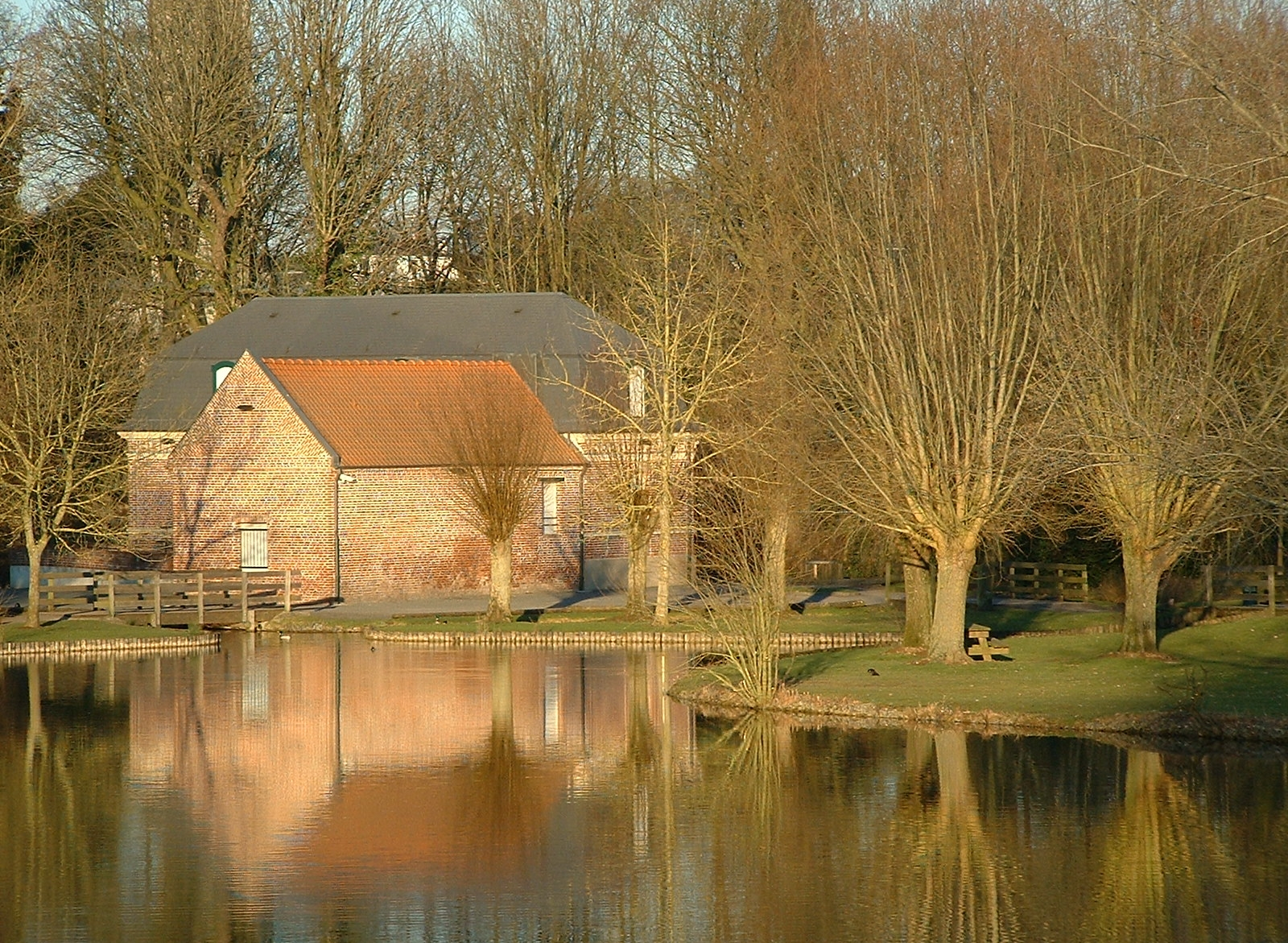
ペシュリー公園
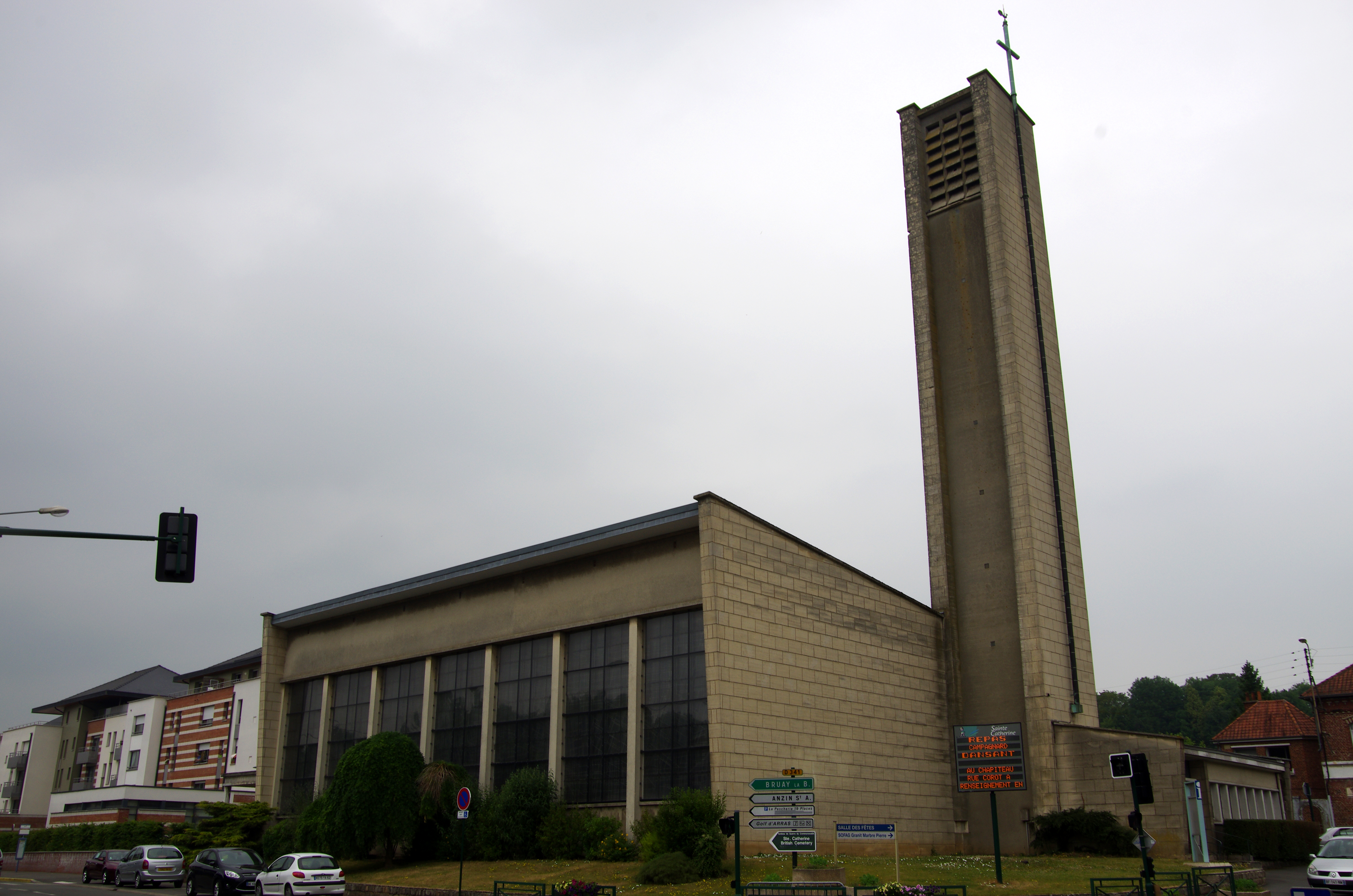
教会
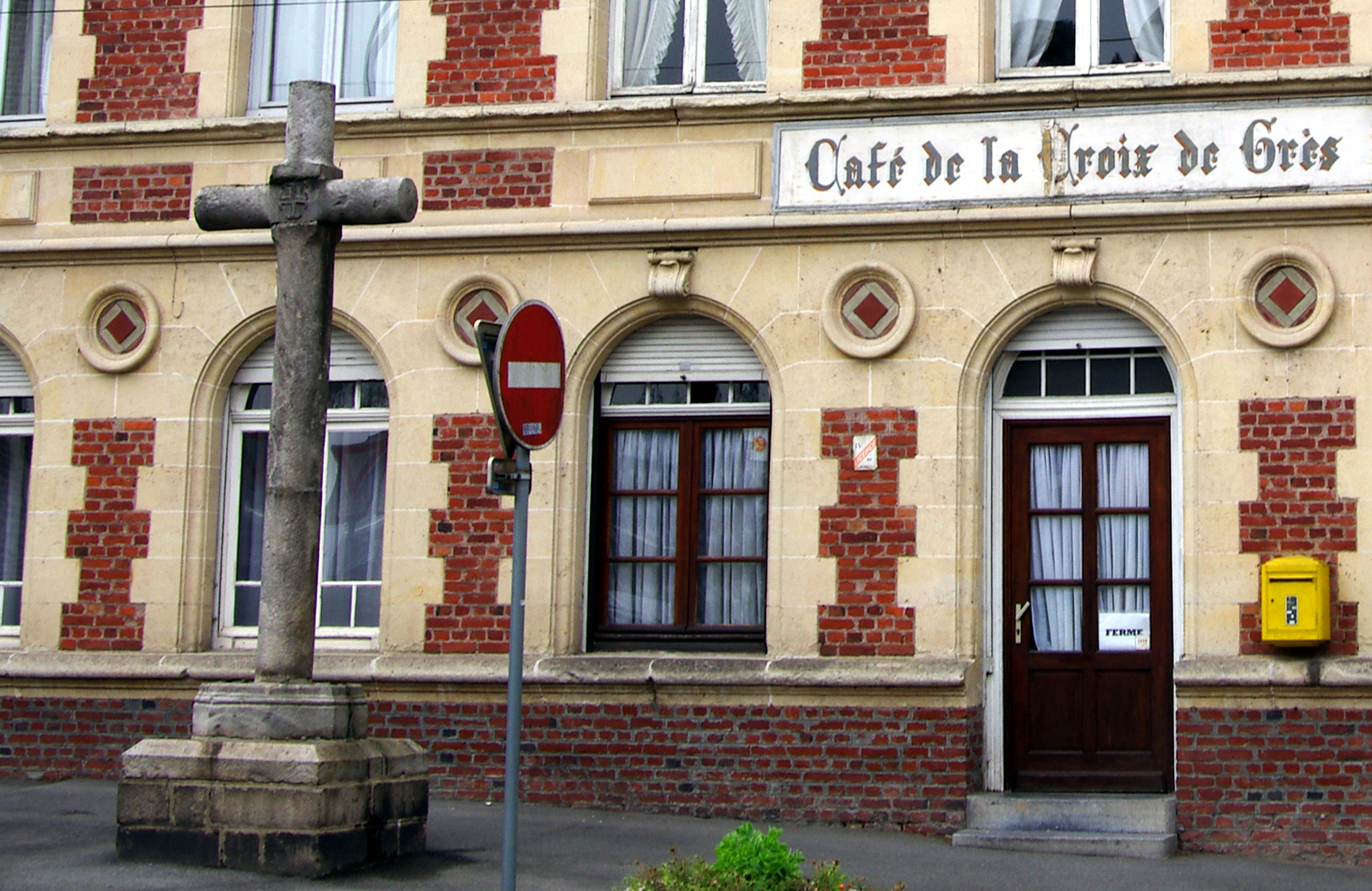
灰色の十字架

## ゆかりの人物
- ナンド・デ・コロ

### 参照
1. ↑  Le nom officiel dans le fr:code officiel géographique est « Sainte-Catherine », [lire en ligne]